# Onthophagus dapitanensis
Onthophagus dapitanensis är en skalbaggsart som beskrevs av Antoine Boucomont 1919. Onthophagus dapitanensis ingår i släktet Onthophagus och familjen bladhorningar. Inga underarter finns listade i Catalogue of Life.